# Arenaria pulvinata
Arenaria pulvinata är en nejlikväxtart som beskrevs av Michael Pakenham Edgeworth. Arenaria pulvinata ingår i släktet narvar, och familjen nejlikväxter. Inga underarter finns listade i Catalogue of Life.